# Omodeo de Tassis
Omodeo de Tassis (Omedeo Tasso) (Cornello dei Tasso, XIII secolo – 1290) fu il capostipite della famiglia Tasso e organizzatore di uno dei primi servizi postali moderni.

## Biografia
La famiglia Tasso è nota per aver vissuto in val Brembana, in provincia di Bergamo, dal XIII secolo, citato nel 1251. L'origine della famiglia Tasso risale al XII secolo con Reinerius Tasso, citata già nel 1117. La famiglia Tasso si era stabilita originariamente ad Almenno, ma la faida tra guelfi e ghibellini, nel vicino comune di Bergamo, li aveva fatti passare al villaggio di Cornello, dove Omodeo era cresciuto.
Intorno 1290, dopo che Milano conquistò Bergamo, Omodeo organizzò un servizio di posta a cavallo ("Compagnia dei Corrieri"), che aveva la sua banca, che collegò Milano con Venezia e Roma. La sua azienda è stata così efficace che i corrieri sono conosciuti sotto il nome di "bergamaschi" in tutta Italia.

Omodeo de Tassi è citato in due ulteriori documenti del 16 luglio 1309 e 6 maggio 1312 rogati dal notaio Guarisco Panizzoli. I documenti citano il figlio Ruggero Tasso: 
(Documento conservato nella vitta Tasso di Comonte)

## Cognome
Nel XIII secolo la famiglia Tasso originaria di Cornello in provincia di Bergamo, nella valle del Brembo in Lombardia, risiedeva a Bergamo.
Tasso significa tasso (animale) (Tassi plurale), ma l'origine del nome deriva dal Monte Tasso sul quale possedevano dei tassi (conifere) e dove venne costruito il castello della famiglia.
Verso il 1490 divenne Tassis; germanizzato diventò Dachs (o Dax), e poi, una volta divenuti nobili, è nato il nome von Taxis utilizzato nei paesi germanici. Il blasone figura negli armoriali delle famiglie.

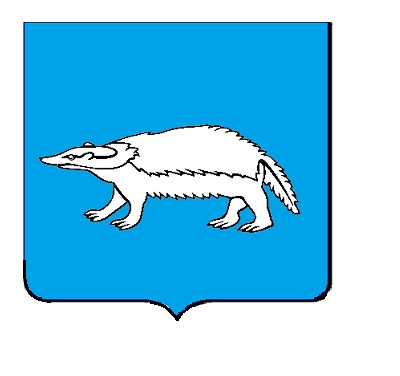
Stemma della famiglia Tasso di Bergamo

## Araldica

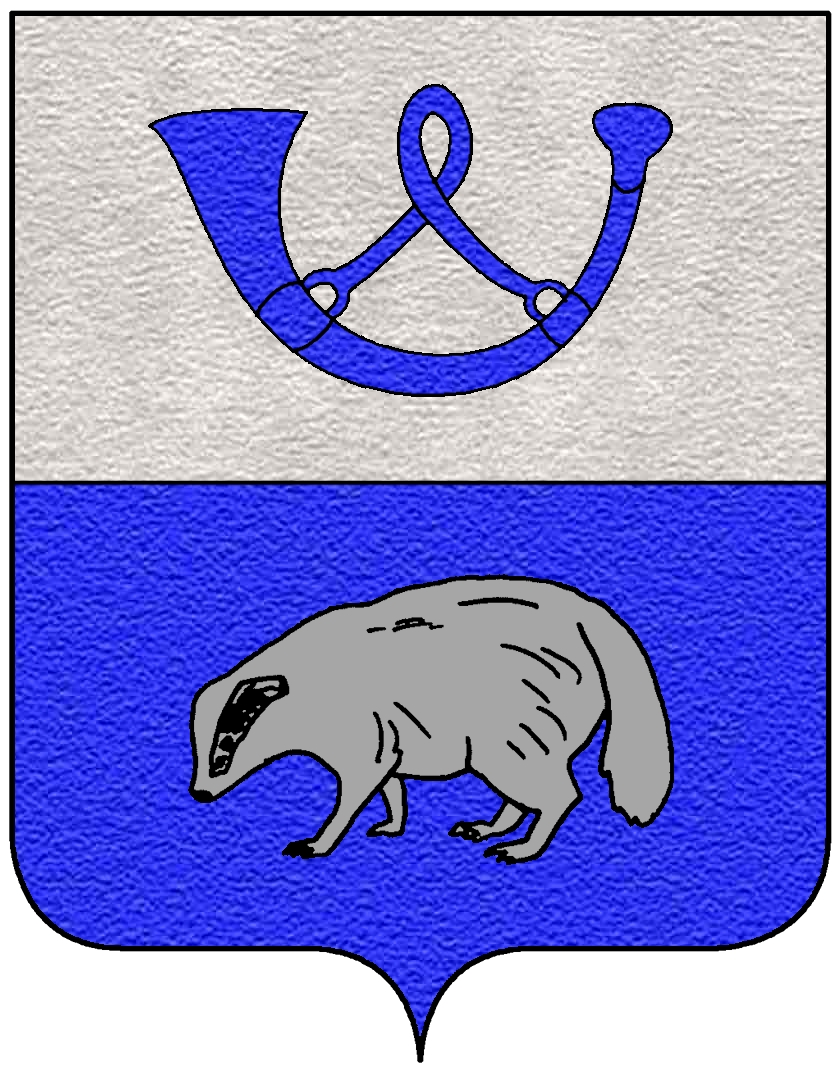
Stemma dei Tasso di Cornello

Lo stemma della famiglia Tasso di Bergamo si presenta: D'azzurro, al tasso d'argento. Il blasone figurerà sempre nell'armoriale della famiglia dei Taxis.

## I posteri

### Discendenti
- Ruggero de Tassis[17], nominato nel 1443 consigliere di Stato alla corte di Federico III[18] e nel 1452 divenne "Gran cacciatore" dell'imperatore[19]
- Bernardo Tasso
- Torquato Tasso[20]
- Francesco I de Tassis
- Giovanni Battista de Tassis
- Giovanni Battista de Tassis
- Maffeo Tasso
- Juan Peralta de Tassis[21], poeta e conte spagnolo di Villamediana
- Jean Taxi, mercante francese
- La dinastia Thurn und Taxis, ramo tedesco

### Eredi
Sotto il nome Omedio Tassis, Omodeo Tasso occupa un posto di rilievo nel romanzo di Thomas Pynchon chiamato L'incanto del lotto 49.